# Utada The Best
『Utada The Best』（ウタダ・ザ・ベスト）は2010年11月24日に発売された日本のシンガーソングライターUtadaのコンピレーションアルバムである。同日に『Utada Hikaru SINGLE COLLECTION VOL.2』も発売された。

## 背景
アルバムの発売はUtadaの公式サイトを通じて発表され、各メディアはそれを出典として引用した。アルバムは日本のみで発売された。本作は宇多田ヒカルが"Utada"名義で発売したシングル曲を収録している。2004年のアルバム『EXODUS』、2009年の『ディス・イズ・ザ・ワン』からの楽曲に加え、シングルのリミックス版を収録している。
なお、宇多田本人は公式Twitterで、本作の発売は「完全に自分の意志に反している」と述べ、「売れなかったら叩かれるのは私なんですけど、正直なところ、ファンにお金を出させたくない、全く心のこもっていないモノです。未発表のものは何も入っていません。」と語った。また、Utada名義の過去作品を既に持っている人は買う必要はないとも述べた。

## チャート成績
2010年11月23日付けのオリコン アルバム・デイリーランキングで総合8位、洋楽1位を記録。12月6日付けの週間ランキングで初登場12位を記録。洋楽ランキングでは初登場4位。同日付けのBillboard JAPAN Top Albumsでも初登場12位を記録。因みに同日付けのチャートで『Utada Hikaru SINGLE COLLECTION VOL.2』が首位を獲得している。

## 収録曲
| #   | タイトル                                                           | 作詞 | 作曲・編曲 | 編曲                                              | 時間 |
| --- | ------------------------------------------------------------------ | ---- | ---------- | ------------------------------------------------- | ---- |
| 1.  | 「カム・バック・トゥ・ミー」                                       |      |            | Utada、M.S.エリクセン、T.E.ハーマンソン           | 3:58 |
| 2.  | 「イージー・ブリージー」                                           |      |            | Utada                                             | 4:03 |
| 3.  | 「メリークリスマス・ミスター・ローレンス - FYI」                   |      |            | Utada、M.S.エリクセン、T.E.ハーマンソン、坂本龍一 | 3:49 |
| 4.  | 「ユー・メイク・ミー・ウォント・トゥー・ビー・ア・マン」           |      |            | Utada                                             | 4:37 |
| 5.  | 「ディス・ワン (クライング・ライク・ア・チャイルド)」              |      |            | Utada、M.S.エリクセン、T.E.ハーマンソン           | 4:30 |
| 6.  | 「エキソドス'04」                                                  |      |            | Utada、ティンバランド                             | 4:32 |
| 7.  | 「アップル・アンド・シナモン」                                     |      |            | Utada、M.S.エリクセン、T.E.ハーマンソン           | 4:39 |
| 8.  | 「オートマティック・パートII」                                     |      |            | Utada、C. "トリッキー" スチュワート、S. ハル      | 3:01 |
| 9.  | 「デヴィル・インサイド」                                           |      |            | Utada                                             | 3:58 |
| 10. | 「クレムリン・ダスク」                                             |      |            | Utada                                             | 5:14 |
| 11. | 「サンクチュアリ (オープニング)」                                  |      |            | Utada                                             | 4:25 |
| 12. | 「サンクチュアリ (エンディング)」                                  |      |            | Utada                                             | 5:58 |
| 13. | 「エキソドス'04 (JJ FLORES Double J Radio Mix)」                   |      |            | Utada                                             | 3:44 |
| 14. | 「デヴィル・インサイド (RJD2 Remix)」                              |      |            | Utada                                             | 4:07 |
| 15. | 「カム・バック・トゥ・ミー (Tony Moran & Warren Rigg Radio Edit)」 |      |            | Utada、M.S.エリクセン、T.E.ハーマンソン           | 4:33 |
| 16. | 「ダーティー・デザイア (Mike Rizzo Radio Edit)」                   |      |            | Utada、スチュワート                               | 3:34 |

## チャート
| チャート (2010年)          | 最高 順位 |
| -------------------------- | --------- |
| オリコン週間               | 12        |
| オリコン週間 洋楽          | 4         |
| Billboard JAPAN Top Albums | 12        |

### 公称売上と認定
| チャート                 | 売上   |
| ------------------------ | ------ |
| オリコン                 | 11,000 |
| サウンドスキャンジャパン | 10,436 |

## 発売日一覧
| 地域 | 発売日         | 規格                       |
| ---- | -------------- | -------------------------- |
| 日本 | 2010年11月24日 | CD、デジタル・ダウンロード |
| 日本 | 2010年11月26日 | レンタルCD                 |